# Rishi Sunak
Rishi Sunak, né le 12 mai 1980 à Southampton (Hampshire, Angleterre), est un homme d'État britannique. Chef du Parti conservateur, il est Premier ministre du Royaume-Uni du 25 octobre 2022 au 5 juillet 2024.
Après une carrière dans la finance l'ayant fait millionnaire, il siège depuis 2015 à la Chambre des communes pour Richmond (Yorks). Partisan du Brexit, il est secrétaire en chef du Trésor en 2019-2020, puis chancelier de l'Échiquier.
En juillet 2022, il quitte le gouvernement pour contraindre Boris Johnson à démissionner, puis est devancé par Liz Truss dans la course à la tête du Parti conservateur en septembre. Après la démission de cette dernière le mois suivant, il est le seul candidat pour prendre la direction du parti, ce qui lui permet de devenir chef du gouvernement.
Devenu Premier ministre quelques semaines après l'accession au trône de Charles III, il est la première personne indo-britannique et le premier non-Blanc à occuper cette fonction dans l’histoire du royaume, le plus jeune lors de sa nomination (42 ans) depuis 1812, le plus riche, ainsi que le cinquième membre consécutif d'un parti à diriger un gouvernement depuis 2010.
En tant que Premier ministre, il fait face à une forte inflation et à une crise de l'approvisionnement énergétique commencées alors qu'il était chancelier de l'Échiquier, ainsi qu'à des conflits sociaux. Sa politique étrangère est marquée par la continuité de l'aide à l'Ukraine contre l'invasion russe et une politique controversée pour lutter contre la crise migratoire.
À la suite des élections générales de 2024 qui voient les conservateurs obtenir le pire score de leur histoire, il quitte la direction du gouvernement britannique et annonce sa démission comme chef du Parti conservateur. Il est remplacé par Keir Starmer.
Il retourne ensuite travailler pour la banque Goldman Sachs comme « senior advisor ».

## Situation personnelle

### Naissance et origines
Rishi Sunak (dont le prénom est une référence au rishi védique) naît le 12 mai 1980 à Southampton dans le Hampshire en Angleterre.
Il est le fils de Yashvir Sunak, médecin généraliste du NHS né au Kenya, alors colonie britannique, et d’Usha Sunak (née Berry), pharmacienne de Southampton née au Tanganyika, alors territoire sous mandat britannique. Sa famille, originaire du Pendjab, fait partie de la diaspora indienne d'Ouganda, du Kenya et de Tanzanie qui s'y est établie au cours du XXe siècle. Rishi Sunak est l’aîné de trois enfants.
Son grand-père paternel, Ramdas Sunak, est originaire de Gujranwala, dans le Pendjab ; il part à Nairobi en 1935 en tant qu'employé de bureau, et est rejoint par sa femme Suhag Rani Sunak, qui venait de Delhi, en 1937,. Son grand-père maternel, Raghubir Sain Berry, est agent fiscal au Tanganyika, né près de Ludhiana en Inde, et marié à Sraksha, née au Tanganyika, avec qui il a trois enfants ; ils partent au Royaume-Uni en 1966. Raghubir Sain Berry travaille au Inland Revenue (en) et, en tant qu'agent, se voit décoré de l'ordre de l'Empire britannique en 1988.
Sa famille émigre dans les années 1960 d'Afrique de l'Est au Royaume-Uni.

### Études et carrière dans la finance
Rishi Sunak fait ses études au Winchester College et au Lincoln College de l'université d'Oxford. Il y étudie la philosophie, la politique et l'économie (PPE) et obtient également une maîtrise en administration des affaires de l'université Stanford, en Californie.
Sunak a travaillé comme analyste pour la banque d’investissement Goldman Sachs entre 2001 et 2004. Il a ensuite travaillé pour le hedge fund TCI Fund Management, devenant associé en septembre 2006. Il est parti en novembre 2009 en Californie pour travailler dans le hedge fund Theleme Partners lancée en octobre 2010 avec 700 millions de dollars sous gestion. Sunak a également été directeur de la société d’investissement Catamaran Ventures détenue par son beau-père, l’homme d’affaires indien N. R. Narayana Murthy (en) entre 2013 et 2015.

### Vie privée
De religion hindoue, Rishi Sunak prête serment sur la Bhagavad-Gita lorsqu’il devient membre du Parlement,. Il est abstème, se déclare végétarien et pratique le cricket.
À son propos, il déclare : « Je suis un Indo-Britannique. Je suis profondément britannique, mais ma religion, mon héritage culturel et mon épouse sont indiens ».
Sunak est marié à Akshata Murty, fille de l'homme d'affaires indien milliardaire N. R. Narayana Murthy (en), cofondateur de la société informatique Infosys et cinquième fortune indienne, et de l'ingénieure, écrivaine et philanthrope Sudha Murty. Rishi et Akshata Sunak ont deux filles, prénommées Anoushka et Krishna,. Akshata Sunak détient des parts dans la société d'investissement Catamaran Ventures à hauteur de 430 millions de livres sterling, ce qui fait d'elle l'une des femmes les plus riches de Grande-Bretagne. Elle crée sa propre marque de mode en 2010, Akshata Designs,. Elle est la première épouse de Premier ministre britannique à ne pas détenir la nationalité britannique.
Le couple est propriétaire d'au moins quatre biens immobiliers, dont une maison dans le quartier de Kensington, à Londres, d'une valeur de 7 millions de livres et un appartement à Santa Monica, en Californie, aux États-Unis.

## Parcours politique

### Député pour Richmond (Yorks)

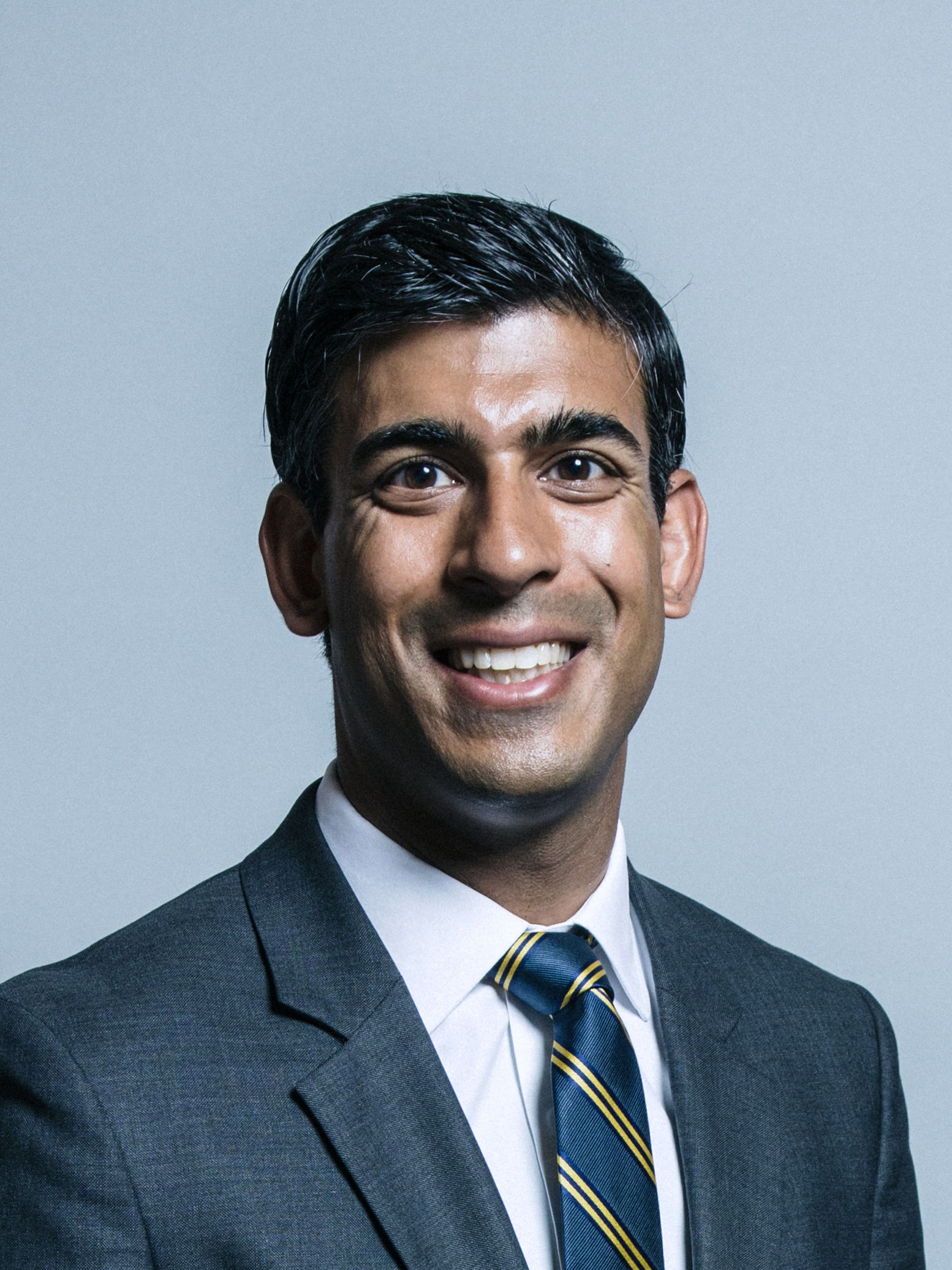
Portrait officiel de Rishi Sunak en tant que député en 2017.

Rishi Sunak est élu député de la circonscription de Richmond, dans le Yorkshire, lors des élections générales de 2015.
Il soutient le Brexit dans le cadre du référendum sur l'appartenance du Royaume-Uni à l'Union européenne du 23 juin 2016, notamment car la libre circulation accordée aux ressortissants européens ne l’est pas aux Indo-Pakistanais, membres du Commonwealth,. Il vote majoritairement contre les projets de loi visant à réduire les émissions de gaz à effet de serre selon le quotidien français Libération, qui note également qu'« il reste aussi favorable à l'augmentation de la production de gaz en mer du Nord, mais pas au développement de parcs éoliens terrestres ».
Sunak est réélu à la Chambre des communes lors des élections générales de 2017 et à celles de 2019.

### Membre de gouvernements

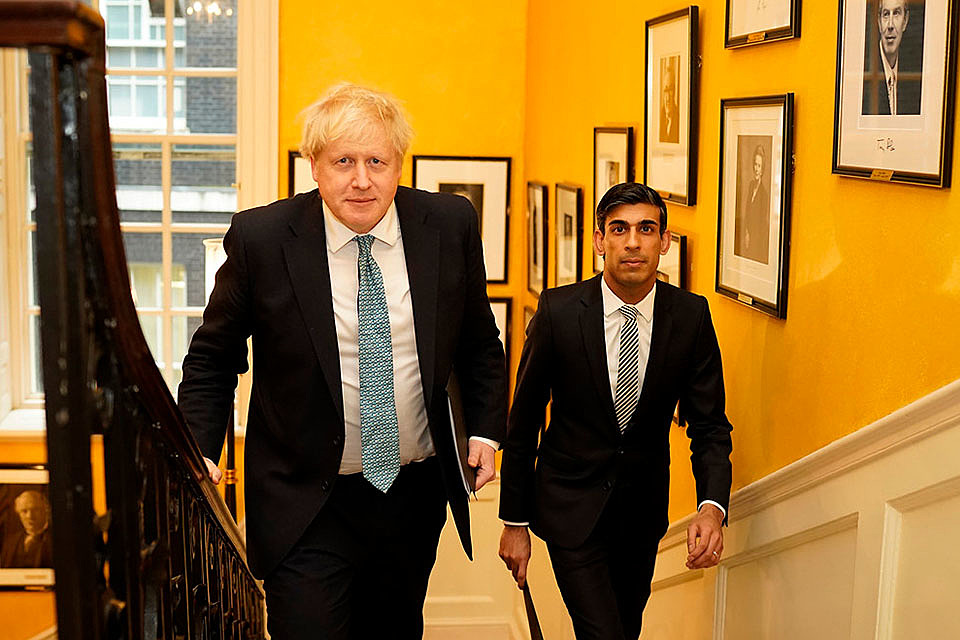
Rishi Sunak et le Premier ministre, Boris Johnson, en 2020.

En 2018-2019, Rishi Sunak est sous-secrétaire d'État parlementaire au sein du département du Logement, des Communautés et du Gouvernement local dans le gouvernement May II. Le 24 juillet 2019, il est nommé secrétaire en chef du Trésor dans le gouvernement Johnson I. Il est reconduit dans le gouvernement Johnson II. Le 13 février 2020, il remplace Sajid Javid en tant que chancelier de l'Échiquier, à la suite de la démission de celui-ci.

Réputé pour son conservatisme budgétaire, Rishi Sunak s'oppose à une trop forte augmentation des dépenses publiques pour soutenir l’économie pendant la pandémie de Covid-19 et défend un gel des retraites pour tenir les finances britanniques. Il s'oppose également à l'idée d'introduire une taxe carbone pour réduire les émissions de CO2, déclarant qu'elle pèserait sur les foyers modestes.

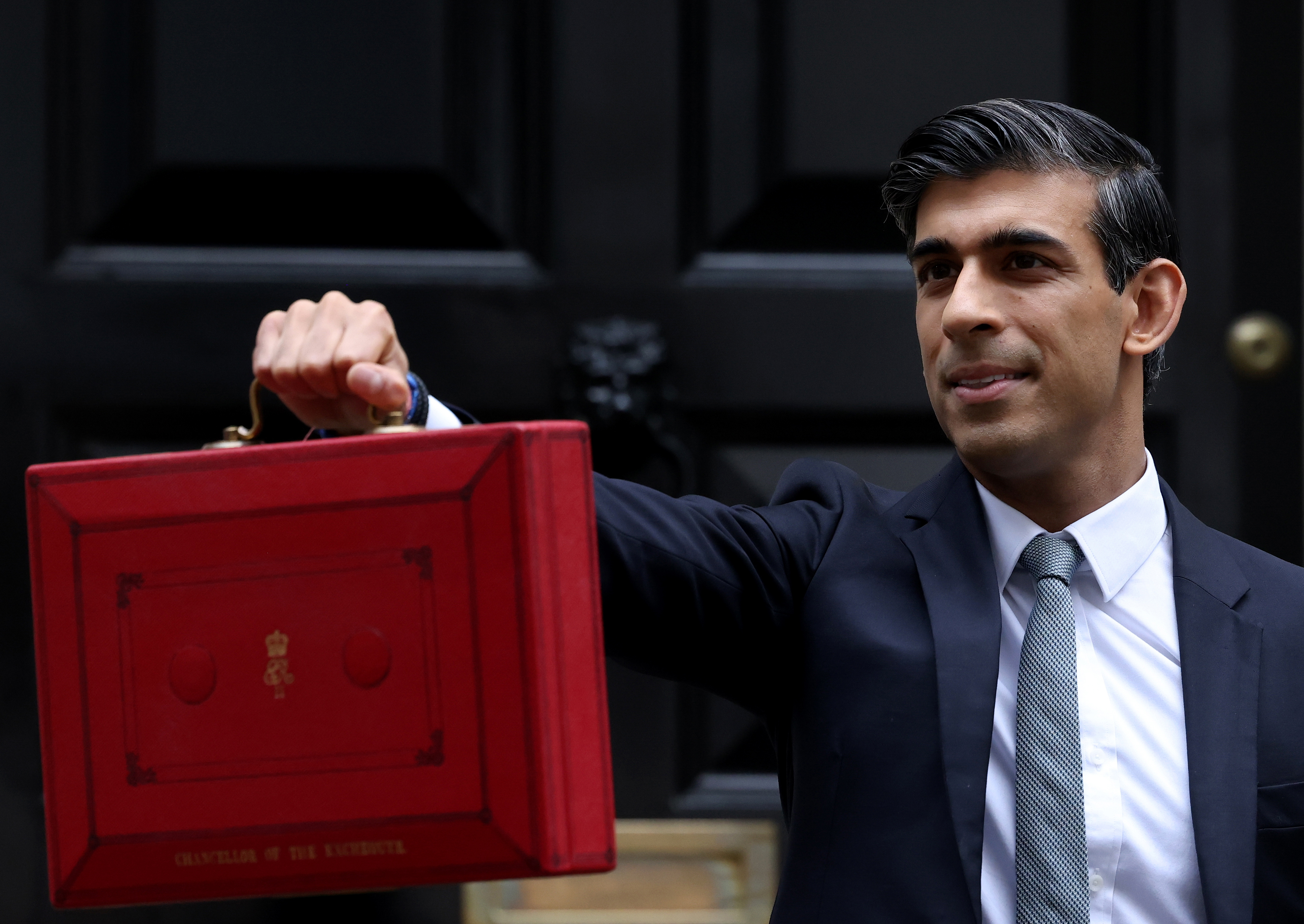
Rishi Sunak en tant que chancelier de l'Échiquier présentant la boîte rouge du budget.

Sunak a présenté trois budgets au cours de son mandat de chancelier : en mars 2020, puis en mars et octobre 2021. Il a également dévoilé trois mini-budgets : la déclaration d'été en juillet 2020, le plan économique d'hiver en septembre 2020 et la déclaration de printemps en mars 2022. La majorité de ses budgets visaient à soutenir l'économie face aux effets de la COVID-19, tandis que son dernier mini-budget était centré sur la crise du coût de la vie.
Des dissensions avec Boris Johnson conduisent, à l'été 2021, celui-ci à mettre en cause son « manque de sens politique » et à suggérer de le rétrograder lors d'un prochain remaniement ministériel. À cette occasion Rishi Sunak reçoit le soutien de poids lourds du Parti conservateur au Parlement, fragilisant ainsi la position de Johnson. Il est perçu comme son probable successeur.
Rishi Sunak et plusieurs autres ministres démissionnent du gouvernement britannique le 8 juillet 2022 afin de faire pression sur Boris Johnson et le contraindre à son tour à la démission.

### Campagnes pour la direction du Parti conservateur

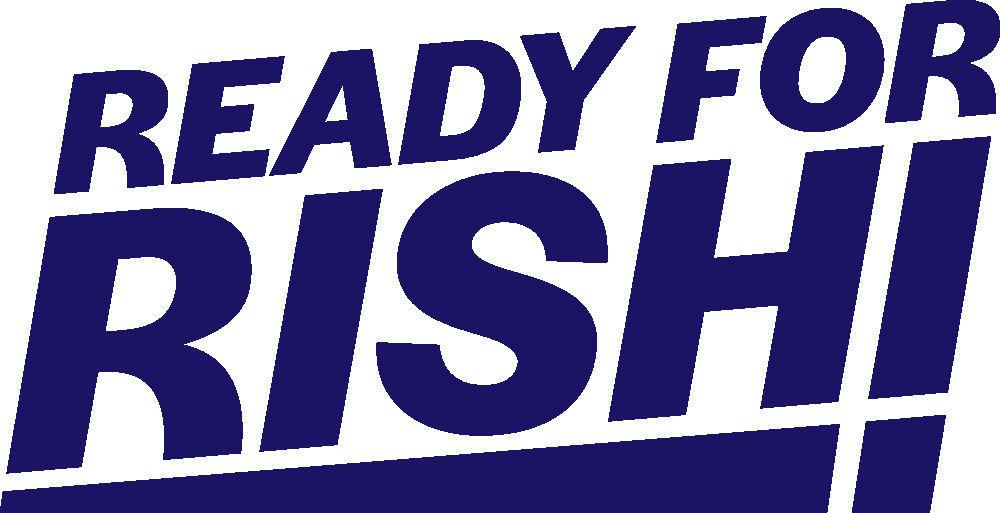
Logo de campagne de Rishi Sunak (juillet 2022).

À la suite du départ de Boris Johnson, Rishi Sunak se déclare candidat à sa succession. Arrivé en tête des cinq tours de scrutin chez les députés en juillet, il est battu lors du vote des adhérents, annoncé le 5 septembre, obtenant 42,6 % contre 57,4 % pour Liz Truss, qui devient Première ministre.
Le 20 octobre 2022, après seulement 44 jours de mandat et en raison d’une crise politique provoquée par un projet de budget controversé, Liz Truss annonce sa démission du 10 Downing Street.
Après son échec du mois précédent, Rishi Sunak apparaît cette fois comme le favori à la direction du Parti conservateur, bénéficiant de ses prises de position orthodoxes sur le plan budgétaire. Il se déclare candidat le 23 octobre et obtient les 100 parrainages de députés requis pour se présenter, une mesure visant à limiter à trois maximum le nombre de candidats (le nombre de parrainages exigé lors du précédent scrutin était de vingt).
Le lendemain, après le renoncement de Boris Johnson et l’échec de Penny Mordaunt à recueillir les parrainages nécessaires, il se retrouve seul en lice : soutenu par 197 députés conservateurs sur 357, il prend alors la tête du parti, sans que les 170 000 adhérents du parti ne soient consultés,,. La fonction de Premier ministre lui est dès lors assurée.

### Premier ministre du Royaume-Uni

#### Nomination
Rishi Sunak devient Premier ministre le lendemain de son élection à la direction du Parti conservateur, le 25 octobre 2022. Il est le premier Premier ministre nommé par le roi Charles III depuis son accession au trône, Liz Truss ayant été nommée par la reine Élisabeth II, deux jours seulement avant son décès.

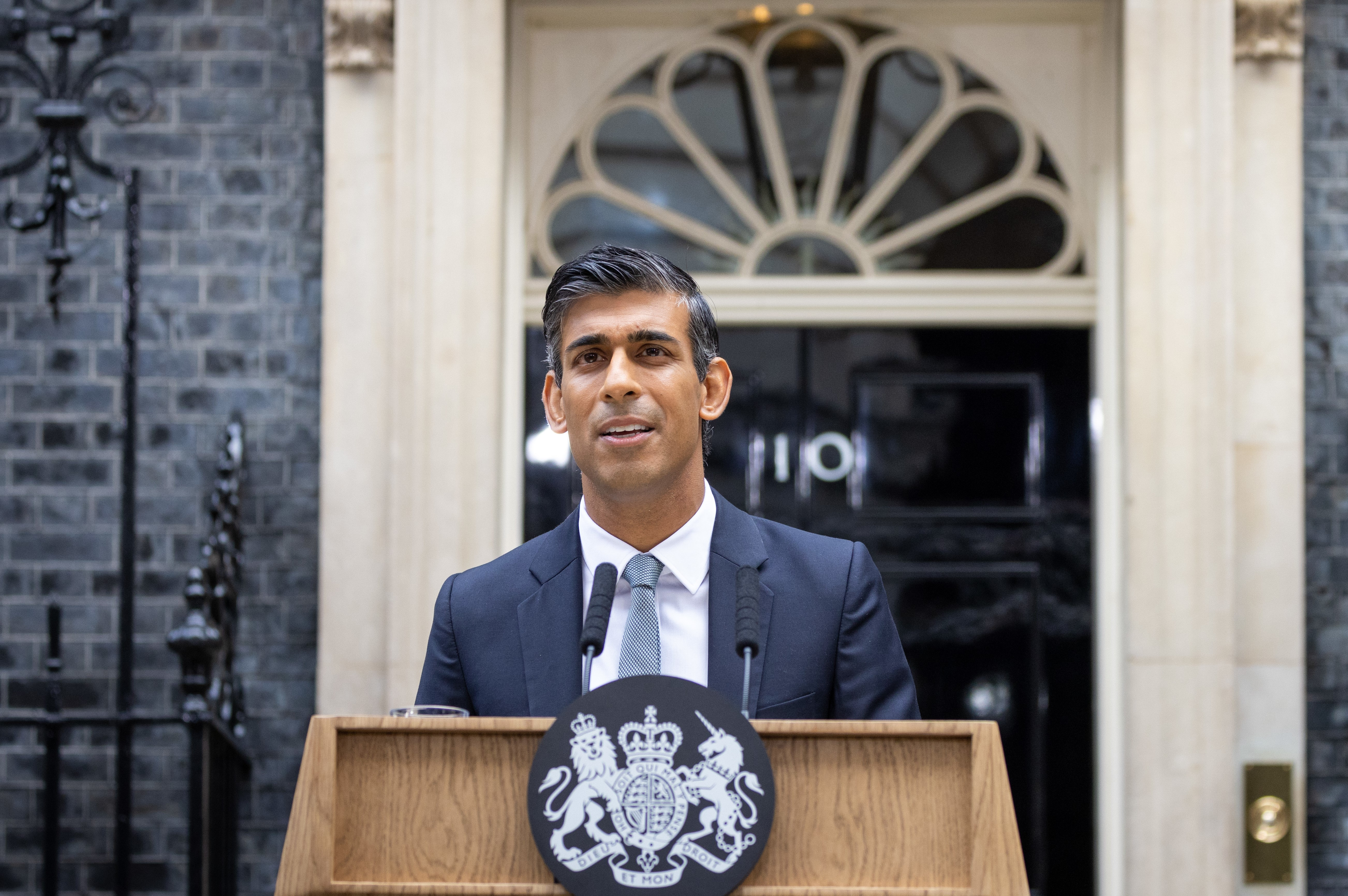
Rishi Sunak lors de son premier discours après sa nomination comme Premier ministre (25 octobre 2022).

Il devient le premier Britannique hindou et non-Blanc (il est d'origine asiatique, issu de la diaspora indienne) à devenir Premier ministre,,,,,. À 42 ans et cinq mois, il est alors le plus jeune chef de gouvernement britannique à entrer en fonction depuis Robert Jenkinson en 1812. Par ailleurs, il est le cinquième conservateur à être de façon consécutive à la tête d’un gouvernement depuis le référendum du Brexit de 2016 (après David Cameron, Theresa May, Boris Johnson et Liz Truss),,,.
Selon YouGov, seuls 38 % des Britanniques sont alors satisfaits de son entrée au 10 Downing Street.

#### Économie et social
Rishi Sunak hérite des précédents gouvernements d'une situation de crise économique : le pays est en récession et les ménages britanniques devraient voir leurs revenus chuter de 7 % sur les deux prochaines années selon l’Office for Budget Responsibility. Il choisit de mener une politique d'austérité plutôt que de relance économique. Il est ainsi question dans son premier budget, présenté à la mi-novembre, de 55 milliards de livres sterling d’économies par an sur les cinq prochaines années.
À partir de novembre 2022, le Royaume-Uni fait face à un mouvement de grève sans précédent. Face à l'inflation galopante (10,7 % sur un an), un grand nombre de Britanniques se mettent en grève pour demander des hausses de salaires. Rishi Sunak choisit d'adopter une ligne dure face aux grévistes, refusant de négocier et de recevoir les responsables syndicaux. Selon lui, la hausse des salaires accélérerait l'inflation. Il déclare être prêt à mobiliser l’armée pour remplacer les grévistes dans certains secteurs et décide d’accélérer l’adoption d’un projet de loi, imposant un service minimum dans les transports. Selon un sondage YouGov pour le Times publié début décembre, 46 % des personnes interrogées jugent le gouvernement responsable des grèves, et 17 % font porter la responsabilité aux syndicats. Le taux de popularité du Premier ministre s’élève en décembre à 25 %.
Rishi Sunak présente des excuses officielles concernant le scandale du sang contaminé qui eut lieu au Royaume-Uni dans années 1970 à 1990.

#### Environnement

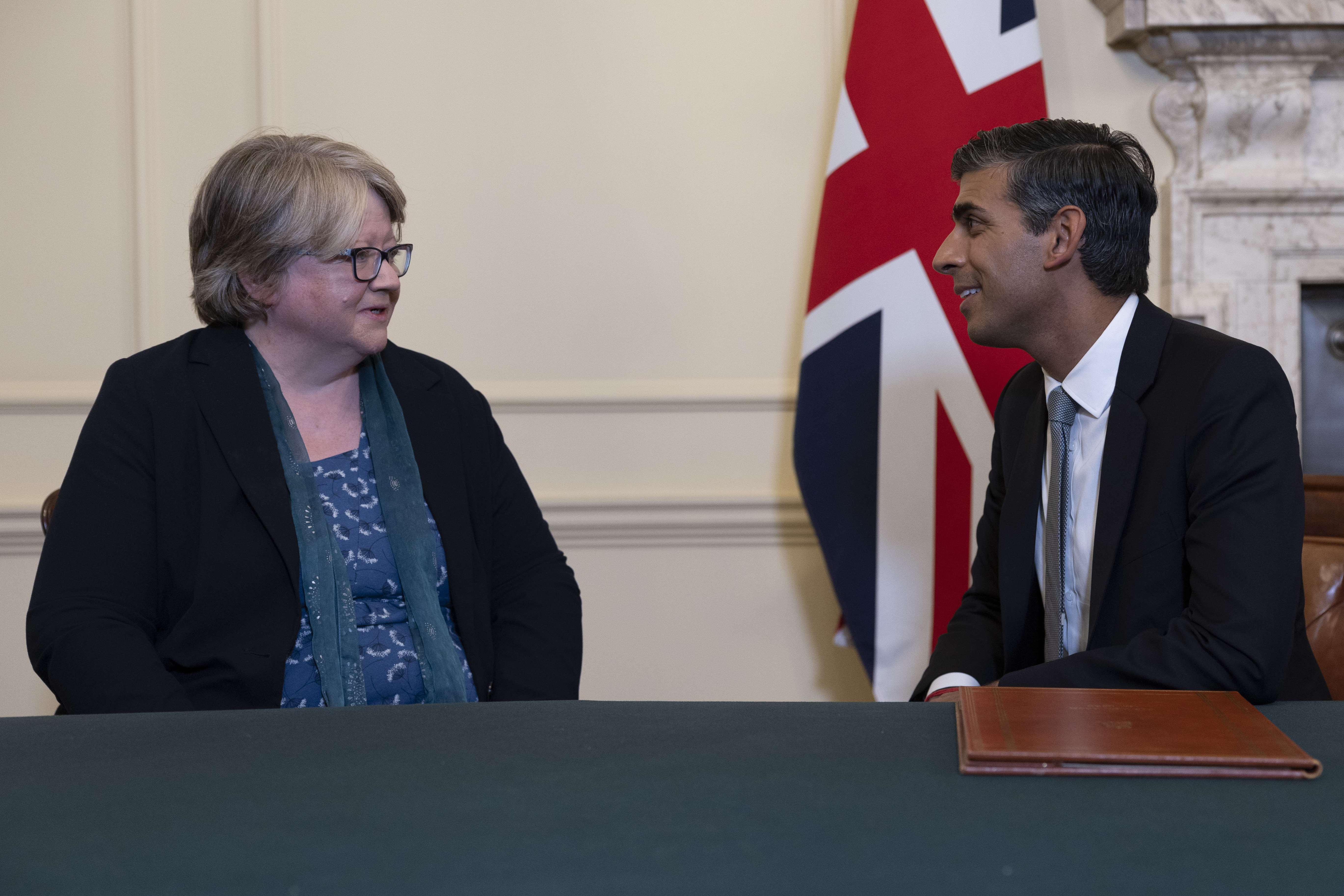
Sunak et la secrétaire d'État à l'Environnement, à l'Alimentation et aux Affaires rurales, Thérèse Coffey.

Sur le plan environnemental, si Rishi Sunak réintroduit le moratoire sur la fracturation hydraulique qui avait été supprimé par Liz Truss, il maintient la reprise de l’exploration de gaz et de pétrole en mer du Nord, envisage l'ouverture de nouvelles mines de charbon et ne se résout à prendre part à la COP27 de novembre 2022 que sous la pression. Sa ministre de l'Environnement, Thérèse Coffey, déclare pour sa part ne voir dans la COP « rien de plus qu'un rassemblement de gens en Égypte ».
Sunak annonce durant l'été 2023 plusieurs mesures pour défendre les automobilistes, soutenir la production d’hydrocarbures en mer du Nord et réduire le prix de la tonne de CO2 pour les industries lourdes. Selon Le Monde, les conservateurs voient dans l’opposition aux politiques environnementales une tactique électorale face aux travaillistes. Il souligne ainsi l'importance de la voiture pour les Britanniques et se déclare « alarmé par la position du Parti travailliste, qui est très antiautomobilistes », pointant en particulier l'instauration par certaines municipalités de « quartiers à faible circulation ». D'autre part, plus d'une centaine de nouvelles licences d’exploration et d’exploitation pétrolières et gazières seront accordées en mer du Nord afin de faire baisser l'inflation et soutenir l'emploi. Il décide également de mettre sur le marché davantage de quotas d’émissions de CO2. L’annonce fait baisser le prix de la tonne de CO2, qui s’échange alors autour de 55 euros au Royaume-Uni contre 90 euros dans l’Union européenne.
Alors que le gouvernement est accusé par les associations écologistes de négliger la lutte contre le réchauffement climatique, le ministre d'État chargé du Climat, Zac Goldsmith, démissionne le 30 juin 2023, critiquant « l'absence d’intérêt » du Premier ministre pour l'environnement. L'ONU exprime sa préoccupation quant à la condamnation de militants à de la prison ferme pour avoir participé à une marche pacifique pour l'environnement.

#### Technologie
En 2023, Rishi Sunak a exprimé son intention de « faire du Royaume-Uni non seulement le foyer intellectuel mais aussi le foyer géographique de la réglementation mondiale de la sûreté de l'IA », et a mis en place un sommet sur l'intelligence artificielle, qui s'est tenu en novembre 2023 à Bletchey Park,. Il a souligné le besoin d'évaluations indépendantes de sécurité, refusant de laisser aux entreprises d'IA le soin de « corriger leurs propres devoirs ».

#### Politique étrangère et lutte contre l'immigration illégale

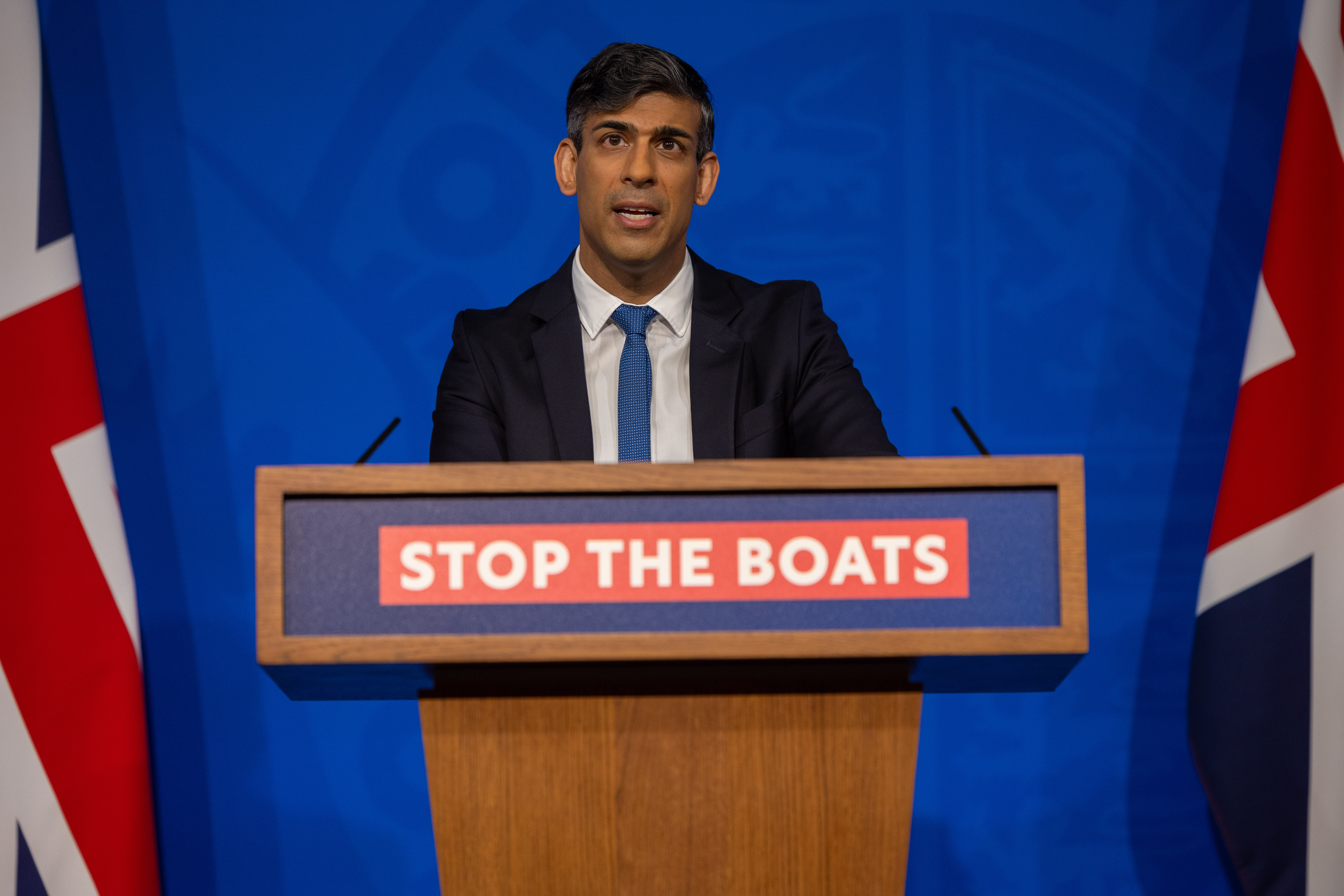
Sunak tenant une conférence de presse sur le plan d'expulsion des demandeurs d’asile entrés illégalement au Royaume-Uni vers le Rwanda.

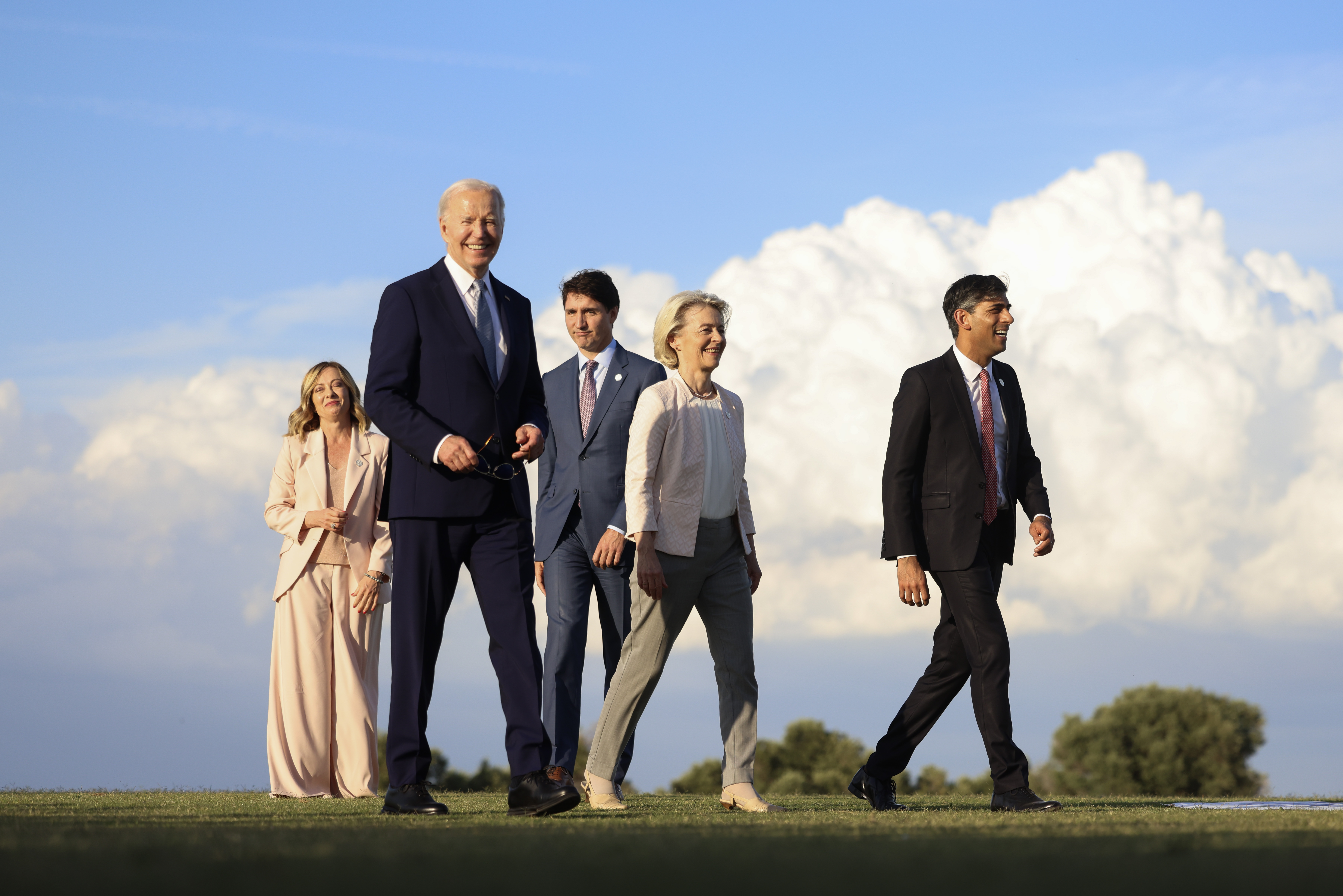
De gauche à droite : la présidente du Conseil des ministres d'Italie Giorgia Meloni, le président des Etats-Unis Joe Biden, le premier ministre du Canada Justin Trudeau, la présidente de la Commission européenne Ursula Von der Leyen et Rishi Sunak lors d'un sommet du G7 en Italie.

Le Premier ministre Rishi Sunak poursuit par ailleurs la politique de soutien résolu à l'Ukraine dans le cadre de la guerre qui l'oppose à la Russie. En visite en Pologne courant avril, il s'engage ainsi à verser une aide supplémentaire de 500 millions de livres et d'augmenter ses dépenses liées au secteur militaire,.
Dans le contexte de la crise migratoire, le Gouvernement Sunak procède au vote courant avril 2024 d'un système très controversé de « sous-traitance » au Rwanda de l'accueil des personnes arrivés illégalement sur le sol britannique. Déclaré « pays sûr », ce pays africain se voit rémunéré à hauteur de 500 millions de livre sterling pour prendre en charge l'ensemble des immigrés clandestins, qui ne peuvent alors faire une demande d'asile qu'au Rwanda même, et non plus au Royaume-Uni. Voulu par le gouvernement comme un mécanisme destiné à tarir les flux migratoires illégaux, l'accord est vivement critiqué par les associations de défense des droits des migrants qui le jugent cruel, et soulignent les contradictions de ses termes avec la Convention européenne des droits de l’homme. Devenu la priorité de Rishi Sunak, l'accord devient un cheval de bataille des conservateurs en vue de rattraper l'important écart avec les travaillistes dans les sondages. La question migratoire demeure en effet centrale dans les débats politiques avant les élections générales de 2024, perdues par le gouvernement. Au moins 290 millions de livres sterling ont été versées au Rwanda dans le cadre de l’accord sans qu’un seul demandeur d’asile n'ait été expulsé du Royaume-Uni au Rwanda.

#### Instabilité gouvernementale, élections générales de 2024 et démission

Rishi Sunak annonçant la tenue des élections générales britanniques prévues pour le 4 juillet 2024, devant le 10 Downing Street.

Plusieurs affaires entachent le gouvernement dans les trois premiers mois qui suivent sa formation. Nadhim Zahawi, ministre sans portefeuille et président du Parti conservateur, est contraint de reconnaître ne pas avoir déclaré l'ensemble de ses revenus. Avant lui, Gavin Williamson, également ministre sans portefeuille, a dû démissionner à la suite d’accusations de harcèlement. Le secrétaire d'État à la Justice Dominic Raab fait lui aussi l’objet d’enquêtes internes pour le même motif, mais se maintient à son poste, de même que Suella Braverman, la secrétaire d'État à l'Intérieur, accusée d’avoir manipulé sans précaution des informations confidentielles.
Après plusieurs élections partielles marquées par des défaites des candidats conservateurs au cours de l'année 2023, les élections locales organisées le 2 mai 2024 sont considérées comme un test électoral majeur avant les prochaines élections générales. Considérablement affaibli, le Parti conservateur essuie une défaite face au Parti travailliste mené par Keir Starmer. Le parti perd ainsi le contrôle de plusieurs dizaines de conseils locaux, ainsi que d'un nouveau siège de député remis en jeu lors d'une élection partielle organisée le même jour,. Alors que les sondages indiquent une forte avance du Parti travailliste en terme d'intention de vote, Rishi Sunak annonce la tenue d'élections générales pour le 4 juillet 2024, qui voient la défaite du gouvernement conservateur. Sunak démissionne du 10 Downing Street le lendemain 5 juillet et Keir Starmer lui succède au poste de Premier ministre,. Devenu chef de l'opposition officielle, il annonce son futur départ de la direction du Parti conservateur. Kemi Badenoch remporte l'élection à la direction et lui succède comme chef du Parti et de l'opposition le 2 novembre.

## Polémique sur le statut fiscal de son ménage
Le 7 avril 2022, le quotidien The Independent révèle que l'épouse de Rishi Sunak, Akshata Murty, riche héritière indienne, dispose d’un statut fiscal spécifique, le statut de non-domicilié, lui permettant de ne payer aucun impôt au Royaume-Uni sur ses revenus engendrés à l’étranger.
Keir Starmer, chef du Parti travailliste, fustige une « hypocrisie stupéfiante » de la part du couple Sunak-Murty, qui tenterait d’optimiser sa fiche d’impôt au moment où les Britanniques connaissent la plus forte hausse de prélèvements obligatoires depuis un demi-siècle. Devant la polémique, Akshata Murty annonce renoncer à son statut fiscal spécifique.

## Résultats électoraux

### Chambre des communes
| Année | Circonscription            | Parti | Parti        | Voix   | %    | Résultats |
| ----- | -------------------------- | ----- | ------------ | ------ | ---- | --------- |
| 2015  | Richmond (Yorks)           |       | Conservateur | 27 744 | 51,4 | Élu       |
| 2017  | Richmond (Yorks)           |       | Conservateur | 36 458 | 63,9 | Élu       |
| 2019  | Richmond (Yorks)           |       | Conservateur | 36 693 | 63,6 | Élu       |
| 2024  | Richmond and Northallerton |       | Conservateur | 23 059 | 47,5 | Élu       |